# Юніорська збірна Китаю з хокею із шайбою
Юніорська збірна Китаю з хокею із шайбою (англ. China men's national under-18 ice hockey team) — національна юніорська команда Китаю, що представляє країну на міжнародних змаганнях з хокею із шайбою. Опікується командою Хокейна асоціація Китайської Народної Республіки, команда постійно бере участь у чемпіонаті світу з хокею із шайбою серед юніорських команд.
У 2022 році відмовились від участі в чемпіонаті через пандемію COVID-19.

## Результати

### Чемпіонат Азії та Океанії до 18 років
- 1984 —  2 місце
- 1986 —  2 місце
- 1987 —  2 місце
- 1988 —  1 місце
- 1989 —  3 місце
- 1990 —  2 місце
- 1991 —  2 місце
- 1992 —  3 місце
- 1993 — 4 місце
- 1994 — 4 місце
- 1995 —  3 місце
- 1996 — 4 місце
- 1997 — 4 місце
- 1998 —  3 місце
- 1999 —  3 місце
- 2000 —  3 місце
- 2001 —  2 місце
- 2002 —  1 місце

У 1985 році не брали участь.

### Чемпіонати світу з хокею із шайбою серед юніорських команд
- 2003 — 3 місце Дивізіон ІІІА
- 2007 — 2 місце Дивізіон ІІІ
- 2008 — 5 місце Дивізіон ІІВ
- 2009 — 6 місце Дивізіон ІІВ
- 2010 — 1 місце Дивізіон ІІІА
- 2011 — 5 місце Дивізіон ІІВ
- 2012 — 6 місце Дивізіон ІІВ
- 2013 — 1 місце Дивізіон ІІІА
- 2014 — 5 місце Дивізіон ІІВ
- 2015 — 5 місце Дивізіон ІІ, Група В
- 2016 — 6 місце Дивізіон ІІ, Група В
- 2017 — 1 місце Дивізіон ІІІ, Група А
- 2018 — 5 місце Дивізіон ІІ, Група В
- 2019 — 2 місце Дивізіон ІІ, Група В
- 2023 — 2 місце Дивізіон ІІ, Група В
- 2024 — 1 місце Дивізіон ІІ, Група В
- 2025 — 3 місце Дивізіон ІІ, Група А